# 940 (numero)
Novecentoquaranta (940) è il numero naturale dopo il 939 e prima dell'941.

## Proprietà matematiche
- È un numero pari.
- È un numero composto, con 12 divisori: 1, 2, 4, 5, 10, 20, 47, 94, 188, 235, 470, 940. Poiché la somma dei suoi divisori (escluso il numero stesso) è 1076 > 940, è un numero abbondante.
- È un numero semiperfetto in quanto pari alla somma di alcuni (o tutti) i suoi divisori.
- È un numero malvagio.
- È parte delle terne pitagoriche (564, 752, 940), (705, 940, 1175), (940, 987, 1363), (940, 2109, 2309), (940, 2256, 2444), (940, 4368, 4468), (940, 4653, 4747), (940, 8811, 8861), (940, 11025, 11065), (940, 22080, 22100), (940, 44175, 44185), (940, 55221, 55229), (940, 110448, 110452).
- È un numero colombiano nel sistema numerico decimale.

## Astronomia
- 940 Kordula è un asteroide della fascia principale del sistema solare.
- NGC 940 è una galassia lenticolare della costellazione del Triangolo.

## Astronautica
- Cosmos 940 è un satellite artificiale russo.

## Altri ambiti
- La FS 940 è una locotender a vapore delle Ferrovie dello Stato italiane, ormai fuori servizio.
- Departmental Route 940 è una strada in Francia.
- Il Socket 940 è il socket introdotto da AMD con le CPU Opteron prima, e Athlon 64 FX poi, a settembre 2003.